# سارنونیکو
سارنونیکو (به ایتالیایی: Sarnonico) یک کومونه در ایتالیا است که در ترنتینو واقع شده‌است.

## خصوصیات
سارنونیکو ۱۲٫۱ کیلومترمربع مساحت و ۶۹۶ نفر جمعیت دارد و ۹۸۰ متر بالاتر از سطح دریا واقع شده‌است.